# Хвостенко Степан Петрович
Степан Петрович Хвостенко (1914, село Щербаки, тепер Оріхівського району Запорізької області — 10 січня 1975, місто Дніпропетровськ, тепер місто Дніпро) — радянський державний діяч, секретар Дніпропетровського обкому КПУ, заступник голови виконавчого комітету Дніпропетровської обласної ради депутатів трудящих, 1-й секретар Дніпропетровського обкому ЛКСМУ, 1-й секретар П'ятихатського райкому КП(б)У Дніпропетровської області. Кандидат історичних наук.

## Життєпис
Народився в селянській родині. Трудову діяльність розпочав у 1932 році слюсарем Запорізького заводу «Комунар».
Освіта вища.
У 1938—1941 роках — секретар комсомольської організації заводу в місті Запоріжжі.
Член ВКП(б) з 1939 року.
З 1941 по 1943 рік перебував у евакуації в східних районах СРСР, працював комсоргом ЦК ВЛКСМ заводу в місті Омську, секретарем Омського обласного комітету ВЛКСМ.
У жовтні 1943 — 1947 року — 1-й секретар Дніпропетровського обласного комітету ЛКСМУ.
З 1948 року — 1-й секретар П'ятихатського районного комітету КП(б)У Дніпропетровської області. Потім працював старшим викладачем Дніпропетровської обласної партійної школи.
До 1955 року — завідувач відділу Дніпропетровського обласного комітету КПУ.
У листопаді 1955 — 15 січня 1963 року — секретар Дніпропетровського обласного комітету КПУ з ідеології. 15 січня 1963 — 15 грудня 1964 року — секретар Дніпропетровського сільського обласного комітету КПУ з ідеології.
17 грудня 1964 — червень 1973 року — заступник голови виконавчого комітету Дніпропетровської обласної ради депутатів трудящих.
З 1973 року — персональний пенсіонер союзного значення в місті Дніпропетровську. Працював викладачем Дніпропетровського державного університету.
Помер 10 січня 1975 року в місті Дніпропетровську після важкої тривалої хвороби.

## Нагороди і звання
- три ордени Трудового Червоного Прапора
- медалі